# Navigationsinstrument
Navigationsinstrument används för navigation.
När det gäller positionsbestämning dominerar idag den elektroniska GPS-navigatorn, som med sin överlägsna noggrannhet, enkla handhavande och låga pris blir en naturlig del av varje navigatörs utrustning.
Ute på havet är man dock beroende av att den utrustning man har ombord fungerar. En elektronisk navigator kan sluta fungera av en rad olika skäl och man bör därför ha andra instrument - samt behärska manuella metoder - för att kunna bestämma sin position även om navigatorn går sönder.

## Kompass
Kompassen Magnetkompassen är det centrala navigationsinstrumentet ombord på en mindre båt. Den anger riktningen mot den magnetiska nordpolen och gör det möjligt att veta åt vilket håll man färdas (kompasskurs) samt att observera i vilken bäring ett annat föremål befinner sig. I praktiken har man oftast en fast monterad kompass, som visar båtens kurs, samt en lös syftkompass, som är utformad för att kunna bestämma bäringen till ett annat föremål.
Se även: 
- Kompass

Loggen är ett instrument som numera visar både fart och distans genom vattnet. Äldre varianter visade endast hur långt man färdats och så fick man själv dividera detta värde med tiden för att få ut farten.

## Ekolod
Ett ekolod visar vattendjupet på den aktuella platsen. Att känna till djupet är visserligen viktigt för att man inte skall gå på grund, men djupinformation kan också användas för att navigera även där det är relativt djupt. På sjökorten finns så kallade djupkurvor utritade och med hjälp av ekolodet och kompassen kan man följa dessa. Ekolodet skickar en ljudpuls ned i vattnet och mäter tiden tills en reflektion av ljudet återvänder, och tack vare vetskapen om ljudets hastighet i vattnet kan den räkna ut avståndet till föremålet som reflekterade ljudsignalen.

## Radiokommunikation

### Mottagare
Med en bra radiomottagare kan man ta emot navigationsvarningar och väderleksrapporter, vilket är viktigt för planeringen. Man kan också ha en så kallad Navtexmottagare, som tar emot varningar och väderleksrapporter som textmeddelanden och kan lagra dessa i ett elektroniskt minne så att man kan ta del av informationen senare.

### VHF
För att kommunicera behöver man dock även en radiosändare. Vanligast är att man har en VHF-radio ombord för kommunikation med andra båtar, hamnar samt kuststationer. VHF:en har en räckvidd som begränsas av radiohorisonten och kräver fri sikt mellan sändare och mottagare. Den lämpar sig därför endast för kommunikation på relativt korta avstånd (cirka 10-50 M).
Moderna VHF-apparater har bra funktioner för nödsignalering och möjlighet till passning på flera kanaler samtidigt.

### Kortvåg
För långseglare som behöver kommunicera över längre avstånd finns möjlighet att ha kortvågsradio ombord. Dessa är betydligt dyrare, krångligare att installera och känsligare för underhåll vilket gör dem mer sällsynta än VHF. Dock är räckvidden överlägsen, så för de som vill göra oceanpassager och ändå kunna ha radiokontakt är en kortvågsradio nödvändig.

### Satellittelefoni
Det finns flera system för satellittelefoni, bland andra Inmarsat och Iridium.

## GPS-navigator
Under 1970- och 1980-talen utvecklades i USA ett satellitbaserat system för positionsbestämning, kallat Navstar Global Positioning System, förkortat "GPS". Det togs i drift 1994 och har snabbt slagit ut de gamla landbaserade systemen Decca, Loran C med flera - inte minst tack vare att navigatorerna är små och billiga samt att systemet är noggrant, störningsokänsligt och världsomspännande. Ryssarna har utvecklat ett eget system, GLONASS och i Europa diskuteras ett liknande system kallat Galileo.
GPS-navigatorns grundfunktion är att ge en tämligen exakt  (+/- 20 m) positionsangivelse i latitud och longitud. Utöver detta kan de flesta navigatorer räkna ut fart och kurs över grund, vilket i samverkan med logg och kompass ger möjlighet att upptäcka avdrift. De flesta navigatorer kan idag även kopplas ihop med elektroniska sjökort och radarsystem för att samverka.
Se även:
- GPS

## Radar
Radaranläggningar har med åren blivit allt mindre och billigare och är idag ett navigationshjälpmedel som är tillgängligt även för fritidsflottan.
Radarn kommer till sin största rätt i nedsatt sikt, det vill säga i mörker och/eller dimma. Den skickar ut högfrekventa radiopulser som studsar tillbaka som ekon från föremål i omgivningen. Ekona visas på en radarskärm och kan utgöra en viktig hjälp för att upptäcka annan trafik och undvika kollisioner, men också för att identifiera landområden och navigera.
En modern, datorstödd, radar kan även följa radarmålen och ange dess riktning och fart samt varna vid eventuell kollisionsrisk. Systemet kallas ARPA (Automatic Radar Plotting Aid) och kan vara till stor hjälp i hårt trafikerade leder och dålig sikt.
Se även:
- Radar

## AIS
AIS, Automatic Identification System, är ett system som gör det möjligt att från ett fartyg identifiera och följa andra fartygs rörelser. Systemet har utvecklats och införts för att ge tillgång till mera information om fartygen i närområdet än vad som kan erhållas via radar. Till exempel ger AIS fartygens identitet och storlek och detta även för fartyg som befinner sig i radarskugga, till exempel bakom öar.
Huvudartikel: Automatic Identification System